# M字腿
M字腿（日语：／）是形容一種人體姿態的俚語，指雙膝彎曲後兩脚分開，從正面觀察此姿勢與拉丁字母M字的形狀相像。

## 概述
M字腿主要用於日本成人影片與脫衣舞等的作品。在成人影片或脫衣秀中，則大多是全裸的，使陰部直接暴露。
臺灣旅日女星垠凌積極採用M字腿，使得M字腿一詞得以推廣；後來垠凌在哈士路裡使用一種技能「M字Bittern」，也是以M字狀跨坐在對方身上的姿勢。哈士路曾在2005年舉辦了3次《M字Bittern選拔會》。